# Iosîpivka, Malîn
Iosîpivka (în ucraineană Йосипівка) este localitatea de reședință a comunei Iosîpivka din raionul Malîn, regiunea Jîtomîr, Ucraina.

## Demografie
Componența lingvistică a localității Iosîpivka
     Ucraineană (98,31%)
     Rusă (1,06%)
     Alte limbi (0,63%)
Conform recensământului din 2001, majoritatea populației localității Iosîpivka era vorbitoare de ucraineană (98,31%), existând în minoritate și vorbitori de rusă (1,06%).